# Puget Sound Naval Shipyard

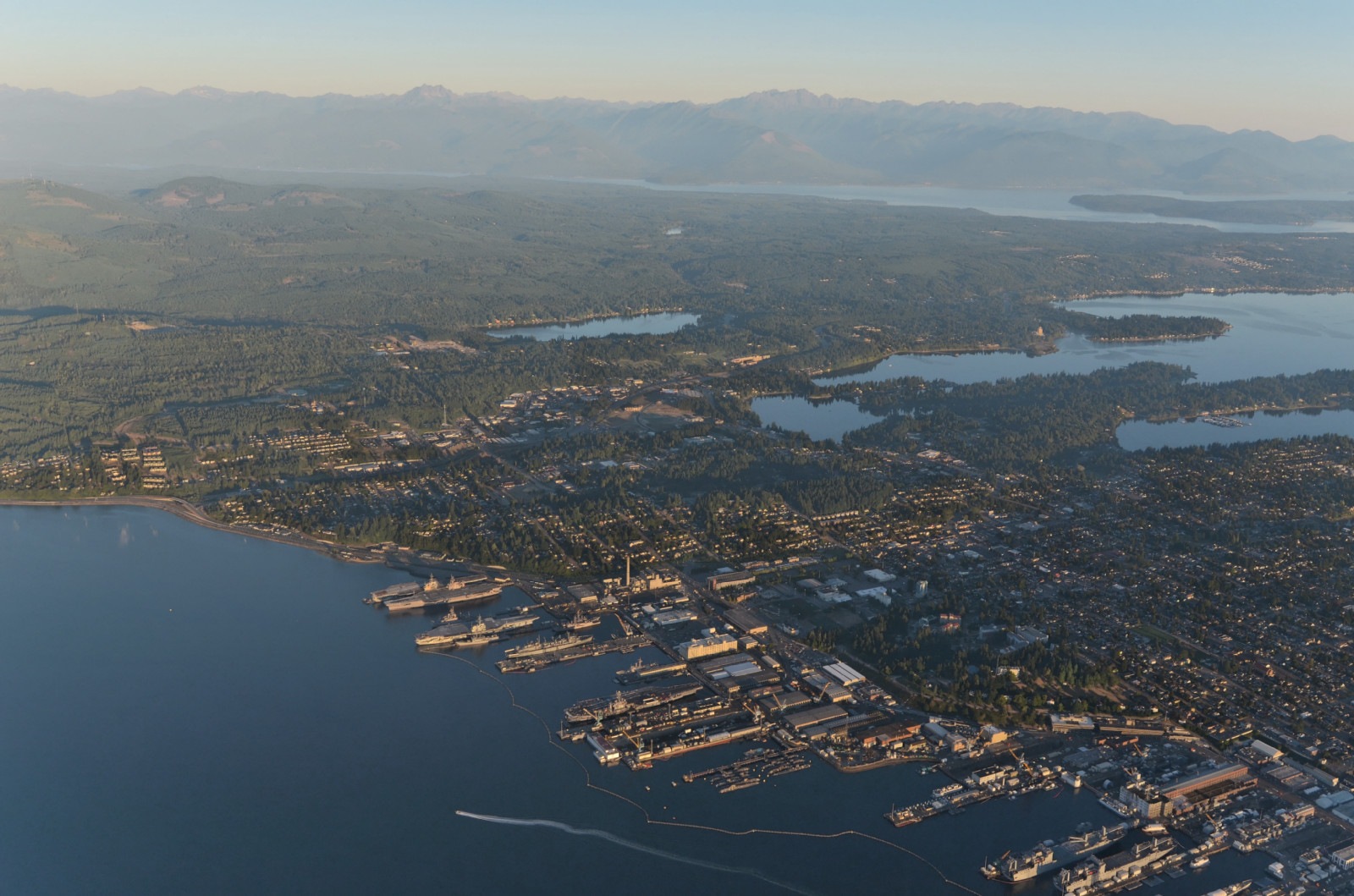
Luftbild Puget Sound Navy Shipyard (2014)

Die Puget Sound Naval Shipyard & Intermediate Maintenance Facility (PSNS & IMF) ist eine Marinewerft der United States Navy in Bremerton, Washington. Die 0,7 km² große und über 200 Kilometer Fahrstrecke von der freien See entfernte Werft ist die größte Küsteneinrichtung der Navy im Pazifischen Nordwesten und benannt nach dem Puget Sound. Kommandeur ist Captain Mark R. Whitney, USN.

## Geschichte
Die PSNS wurde 1891 als Marinehafen gegründet und 1901 zur Navy Yard Puget Sound umfunktioniert. Während im Ersten Weltkrieg dort noch Schiffe gebaut wurden, war die Werft im Zweiten Weltkrieg hauptsächlich für die Reparatur der Kriegsschiffe zuständig. Nach dem Ende des Krieges wurde die Werft in Puget Sound Naval Shipyard umbenannt. Zu diesem Zeitpunkt wurden dort Modernisierungen von Flugzeugträgern durchgeführt, wie die Konvertierung von geraden auf angewinkelte Flugdecks.
In den späten 1950er Jahren wurden mit je zwei Schiffen der Belknap-Klasse und der Farragut-Klasse sowie einem der Leahy-Klasse auch wieder Neubauten auf Kiel gelegt. Mitte der 1960er Jahre wurde mit dem U-Boot USS Sculpin (SSN-590) erstmals ein nuklear angetriebenes Schiff in der Werft eingedockt.
Seit 1990 führt die Werft das Ship-Submarine Recycling Program aus. Dieses Programm müssen sämtliche nuklearbetriebene Schiffe der Navy, die abgewrackt werden sollen, durchlaufen, damit die Gefährdung für die Umwelt so gering wie möglich bleibt. Etwa 25 % der Arbeit der Werft entfallen heute auf diesen Bereich, während sich die Werft ansonsten mit Überholungen und Modernisierungen befasst.
Zusätzlich beherbergt das Puget Sound Naval Shipyard einen Teil der Reserveflotte der US Navy. Die „eingemotteten“ Schiffe werden dort vertäut und gewartet, bis sie endgültig außer Dienst gestellt und zum Abwracken freigegeben werden. Unter anderem lag dort zwölf Jahre lang der letzte konventionell angetriebene Flugzeugträger,  die Kitty Hawk.
Seit August 1992 hat die Werft den Status eines National Historic Landmarks und ist als Historic District im National Register of Historic Places eingetragen.